# Imécourt
Imécourt est une commune française, située dans le département des Ardennes en région Grand Est.

## Géographie
|               | Buzancy     | Bayonville               |
| Verpel        | Imécourt    |                          |
| Champigneulle | Saint-Juvin | Landres-et-Saint-Georges |

### Hydrographie
La commune est dans la région hydrographique « la Seine du confluent de l'Oise (inclus) à l'embouchure » au sein du bassin Seine-Normandie. Elle est drainée par l'Agron, le ruisseau du Wassieux, le ruisseau de Saint-Georges et le Fossé des Bois de Ravi,.
L'Agron, d'une longueur de 24 km, prend sa source dans la commune de Tailly et se jette  dans l'Aire à Saint-Juvin, après avoir traversé six communes.

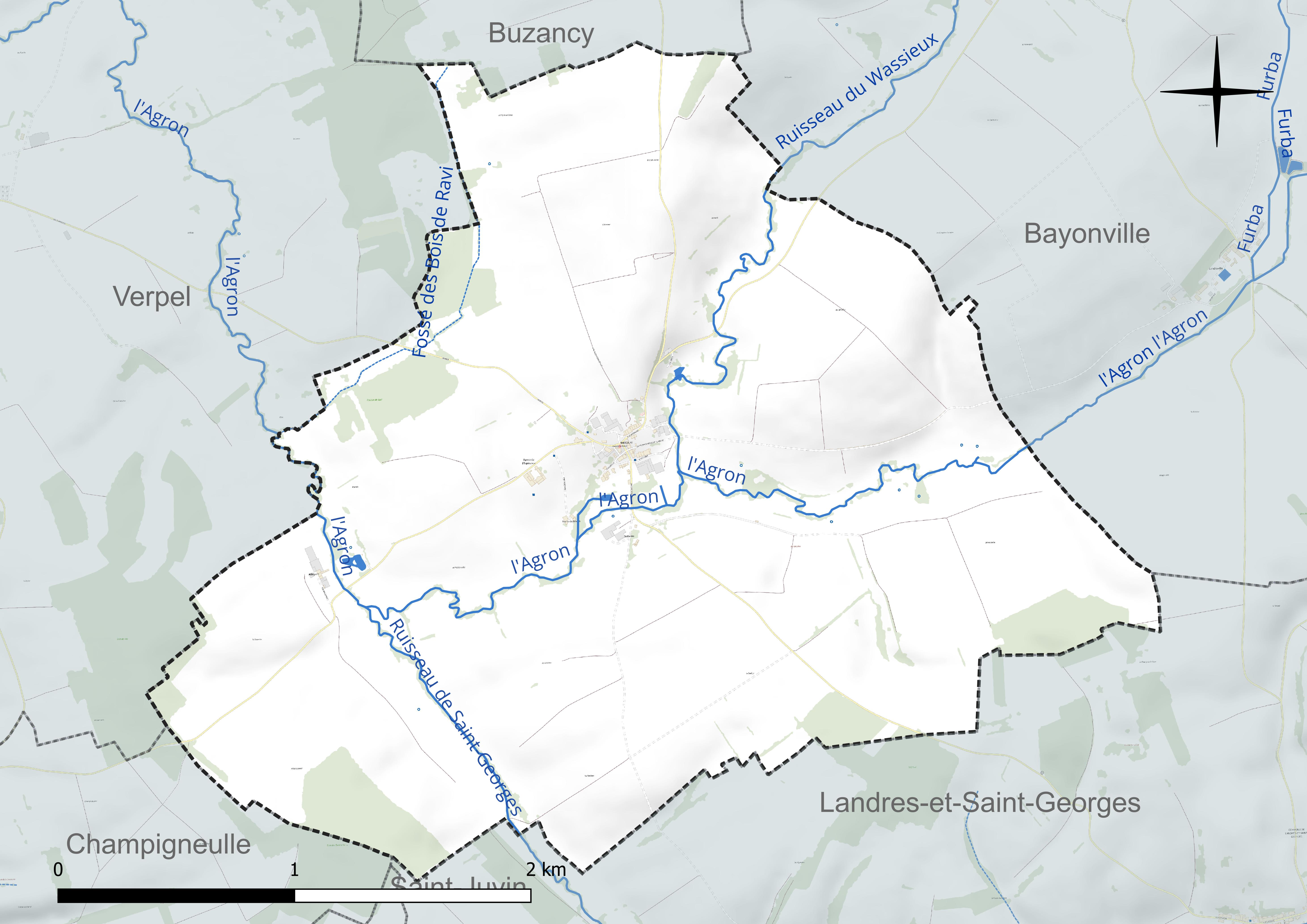
Réseau hydrographique d'Imécourt.

### Climat
Pour des articles plus généraux, voir Climat du Grand Est et Climat des Ardennes.
En 2010, le climat de la commune est de type climat de montagne, selon une étude du Centre national de la recherche scientifique s'appuyant sur une série de données couvrant la période 1971-2000. En 2020, Météo-France publie une typologie des climats de la France métropolitaine dans laquelle la commune est exposée à un climat océanique altéré et est dans la région climatique Lorraine, plateau de Langres, Morvan, caractérisée par un hiver rude (1,5 °C), des vents modérés et des brouillards fréquents en automne et hiver.
Pour la période 1971-2000, la température annuelle moyenne est de 9,6 °C, avec une amplitude thermique annuelle de 15,7 °C. Le cumul annuel moyen de précipitations est de 909 mm, avec 13,4 jours de précipitations en janvier et 9,4 jours en juillet. Pour la période 1991-2020, la température moyenne annuelle observée sur la station météorologique de Météo-France la plus proche, « Buzancy_sapc », sur la commune de Buzancy à 6 km à vol d'oiseau, est de 10,9 °C et le cumul annuel moyen de précipitations est de 862,0 mm. 
La température maximale relevée sur cette station est de 40,7 °C, atteinte le 25 juillet 2019 ; la température minimale est de −15,8 °C, atteinte le 20 décembre 2009,,.
Les paramètres climatiques de la commune ont été estimés pour le milieu du siècle (2041-2070) selon différents scénarios d'émission de gaz à effet de serre à partir des nouvelles projections climatiques de référence DRIAS-2020. Ils sont consultables sur un site dédié publié par Météo-France en novembre 2022.

## Urbanisme

### Typologie
Au 1er janvier 2024, Imécourt est catégorisée commune rurale à habitat très dispersé, selon la nouvelle grille communale de densité à 7 niveaux définie par l'Insee en 2022.
Elle est située hors unité urbaine et hors attraction des villes,.

### Occupation des sols
L'occupation des sols de la commune, telle qu'elle ressort de la base de données européenne d’occupation biophysique des sols Corine Land Cover (CLC), est marquée par l'importance des territoires agricoles (94,1 % en 2018), une proportion identique à celle de 1990 (94,1 %). La répartition détaillée en 2018 est la suivante : 
terres arables (60,8 %), prairies (22,9 %), zones agricoles hétérogènes (10,3 %), forêts (5,9 %). L'évolution de l’occupation des sols de la commune et de ses infrastructures peut être observée sur les différentes représentations cartographiques du territoire : la carte de Cassini (XVIIIe siècle), la carte d'état-major (1820-1866) et les cartes ou photos aériennes de l'IGN pour la période actuelle (1950 à aujourd'hui).

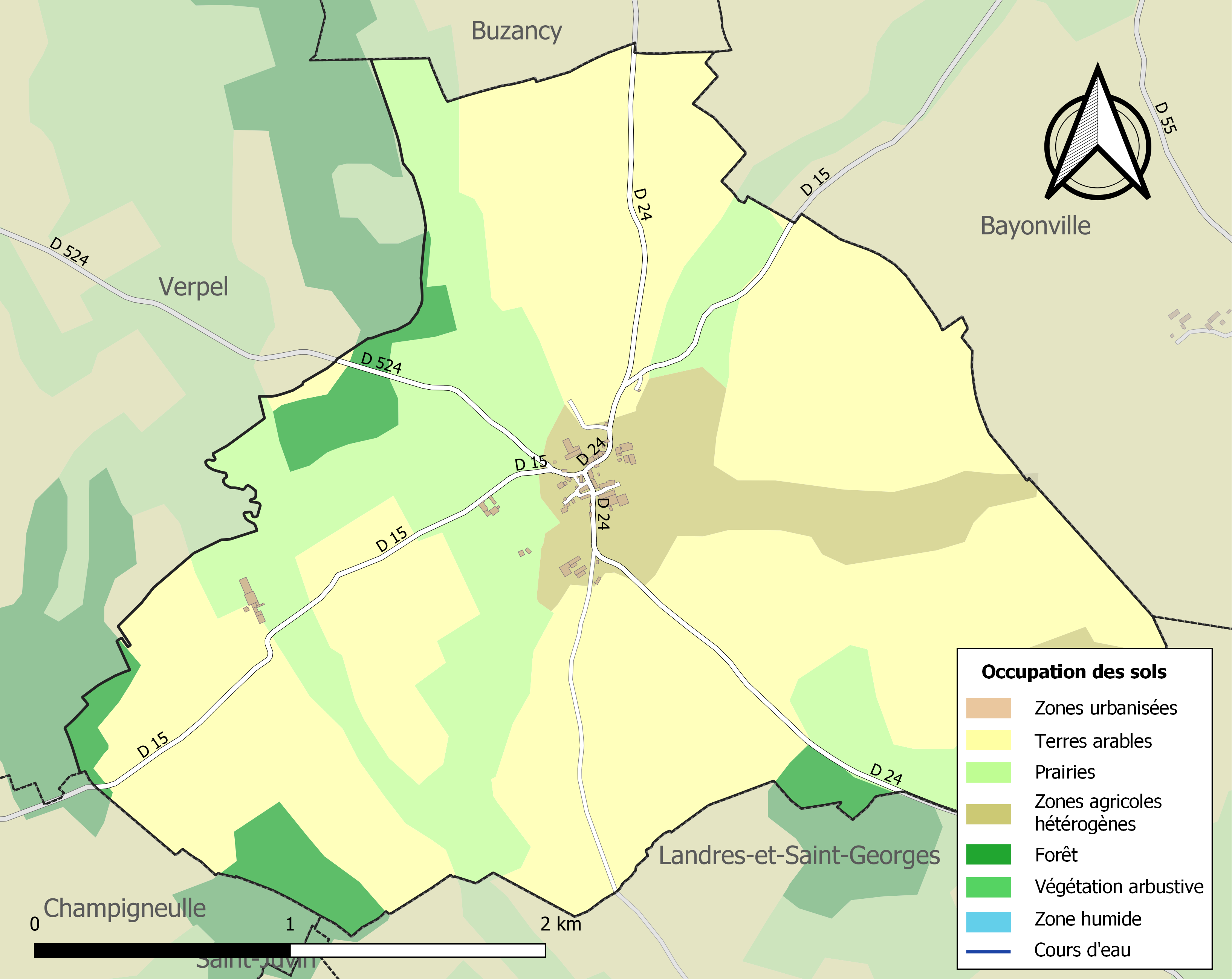
Carte des infrastructures et de l'occupation des sols de la commune en 2018 (CLC).

## Histoire

### Graphies
Se rencontrent dans divers documents, au XIIe siècle, en 1170, Humaucourt ; au XIIIe siècle, Hymencourtis ; au XIVe siècle, Ymeicourt.

### L'église catholique
Détruite en 1918 par l'explosion d'un dépôt de munitions tout proche, l'église datait du XIVe siècle. C'est à son ombre, dans son cimetière, qu'avaient été enterrées les dernières moniales de l'abbaye de Juvigny. Le nouvel édifice, reconstruit en 1928, retrouva un retable ancien et le vieux chemin de croix, sauvés des ruines de l'ancien sanctuaire.
Sur un contrefort de l'ancien édifice avait été scellée une plaque de marbre noire avec cette inscription funéraire :" Ici reposent Mme Louise de Vassinhac d'Imécourt, abbesse de l'abbaye royale de Juvigny près Montmédy, décédée le 19 août 1807, âgée de 86 ans. Mme Élisabeth de Vassinhac d'Imécourt, religieuse de la même abbaye, décédée le 22 mai 1802, âgée de 86 ans. Mme Antoinette Desancherin, religieuse de la même abbaye, décédée le 5 mai 1816, âgée de 40 ans. Forcées par la Révolution française d'abandonner la susdite abbaye, elles vinrent avec plusieurs compagnes se réfugier dans le château d'Imécourt, ancienne habitation de leur famille où elles finirent leurs jours. Elles jouirent pendant leur vie de l'attachement et du respect de ceux qui les approchoient, conservèrent dans leur retraite la vénération qu'on doit à la vertu malheureuse, et emportèrent les regrets de leur famille et de tous ceux qui les avoient connues. Requiescant in pace."

### Le temple protestant
Toute la région étant acquise aux idées de la Réforme (la principauté de Sedan était protestante et Jean de Vassinhac et son épouse étaient calvinistes), un temple avait été fondé en 1576 et la localité devint un important centre huguenot, une quarantaine de villages ressortissant du prêche d'Imécourt. Henri IV de France, par l'édit de Nantes de 1598, mettait fin aux guerres de Religion et réglait les conditions légales de l'Église réformée. Hélas, Louis XIV prescrivait la démolition des temples en 1669 et, par la révocation du même édit en 1685, interdisait le culte protestant. Aussi le temple fut-il détruit en 1679, et les Vassinhac, qui avaient dès lors accueilli dans leur château pasteurs et coreligionnaires, finirent par se convertir au catholicisme.

### Le château
Le 17 octobre 1614, Anne Vaudin épousait Jean de Vassinhac de Vallinie. Les Vassinhac, originaires du Limousin attachés à la Maison de Turenne, venaient se fixer dans cette région à la suite de leurs maitres, les princes de Sedan. La jeune épouse était la fille de Claude Vaudin, de Vervins, enrichi du commerce de fers et des produits de forge, époux de Perette Verteaweine, de Sedan. Ce marchand avait acheté la seigneurie d'Imécourt, et c'est en ce tout début de XVIIe siècle, à proximité de la rivière, qu'avait dû être bâti l'imposant château de briques rouges, chainées de pierres de taille, avec fenêtres à meneaux et croisillons, vitraux à résille de plomb, et toitures abruptes couvertes d'ardoises, si à la mode à l'époque où se construisait la place de Charleville. À l'intérieur, de hautes cheminées sculptées à fortes colonnes de pierre comme montants, des plafonds à la française à poutres et solives apparentes, peintes en rouge aux initiales C.V. (Claude Vaudin ?) donnaient grande allure à cette demeure... C'est dans ce château tout neuf que Claude Vaudin mourut en 1626. Et c'est de cette période que date l'alliance entre Vassinhac-Imécourt.
L'ensemble (logis et communs) consistait en un vaste parallélogramme de bâtiments tout entouré d'un large fossé. L'entrée se faisait par un pont de pierre conduisant à une immense porte cochère ouverte sur le côté Ouest.
Au nord, séparé par une douve en pierre de taille communiquant avec les fossés extérieurs, le corps de logis (auquel on accédait par un escalier monumental en pierre soutenu par une voûte), avec ses deux ailes Sud, se dressait, tel un îlot, sur un terre-plein de deux mètres de hauteur au-dessus du niveau de la cour qu'encadraient, en contrebas, des bâtiments aménagés en étables, granges et communs.
C'est là que les Vassinhac accueillirent d'abord en 1679 les protestants de plus en plus persécutés. C'est là aussi qu'ils reçurent Marie Victoire Louise de Vassinhac, dernière abbesse de Juvigny, Marie Madeleine Élisabeth de Vassinhac-Imécourt, secrétaire au chapitre, trois autres moniales ainsi que deux sœurs converses, chassées de leur couvent.
En 1914, Imécourt fut occupée par les Allemands, les officiers supérieurs logeant parfois au château. En 1918, lors de l'offensive américaine, tout le village fut évacué, bombardé et pris. Dans le château endommagé, des soldats noirs américains  cantonnèrent quelque temps. Ils y mirent le feu par accident : ainsi disparut en fumée cette vaste et belle demeure qui avait 300 ans d'existence.

### Le presbytère
Depuis leur conversion, les Vassinhac avaient promis de loger le curé de la paroisse à perpétuité dans leur château. Au XIXe siècle, le régisseur du comte occupait la partie centrale du corps de logis, le fermier logeait dans l'aile Ouest, et dans l'aile Est demeurait le curé.
Quand, dans le village dévasté en 1918, disparut le château en flammes, les Vassinhac ne le firent point reconstruire, mais, pour tenir leur promesse, ils firent bâtir un nouveau presbytère. Lorsque la cure d'Imécourt fut supprimée, la maison du prêtre fut vendue à un agriculteur qui installa aussi son exploitation agricole sur l'emplacement de l'ancien château.

## Politique et administration
| Période                                  | Période                   | Identité                                          | Étiquette | Qualité |
| ---------------------------------------- | ------------------------- | ------------------------------------------------- | --------- | ------- |
| avant 1875                               | après 1879                | Beaufils                                          |           |         |
| mars 2001                                | 2014                      | Marie-Ange Brouillon                              |           |         |
| 2014                                     | En cours (au 23 mai 2020) | Christelle Herbay Réélue pour le mandat 2020-2026 |           |         |
| Les données manquantes sont à compléter. |                           |                                                   |           |         |

## Démographie
L'évolution du nombre d'habitants est connue à travers les recensements de la population effectués dans la commune depuis 1793. Pour les communes de moins de 10 000 habitants, une enquête de recensement portant sur toute la population est réalisée tous les cinq ans, les populations de référence des années intermédiaires étant quant à elles estimées par interpolation ou extrapolation. Pour la commune, le premier recensement exhaustif entrant dans le cadre du nouveau dispositif a été réalisé en 2006.

En 2022, la commune comptait 43 habitants, en évolution de −12,24 % par rapport à 2016 (Ardennes : −2,97 %, France hors Mayotte : +2,11 %).
| 1793 | 1800 | 1806 | 1821 | 1831 | 1836 | 1841 | 1846 | 1851 |
| ---- | ---- | ---- | ---- | ---- | ---- | ---- | ---- | ---- |
| 225  | 230  | 243  | 240  | 261  | 291  | 298  | 294  | 271  |

| 1866 | 1872 | 1876 | 1881 | 1886 | 1891 | 1896 | 1901 | 1906 |
| ---- | ---- | ---- | ---- | ---- | ---- | ---- | ---- | ---- |
| 285  | 269  | 265  | 258  | 234  | 230  | 231  | 192  | 191  |

| 1911 | 1921 | 1926 | 1931 | 1936 | 1946 | 1954 | 1962 | 1968 |
| ---- | ---- | ---- | ---- | ---- | ---- | ---- | ---- | ---- |
| 181  | 147  | 135  | 119  | 120  | 96   | 115  | 124  | 99   |

| 1990 | 1999 | 2006 | 2011 | 2016 | 2021 | 2022 | - | - |
| ---- | ---- | ---- | ---- | ---- | ---- | ---- | - | - |
| 69   | 61   | 61   | 54   | 49   | 44   | 43   | - | - |

## Lieux et monuments
- L'église Saint-Victor d'Imécourt.

## Personnalités liées à la commune
- Charles Gédéon Théodore de Wassinhac (1781-1872), militaire et un homme politique, comte d'Imécourt.

## Héraldique
| Blason de Imécourt | Blason  | D'azur à la bande d'argent chargé d'une épée basse de gueules entre deux filets de sable en bordure, accompagnée en chef d'un Vulcain (dieu romain) d'or et en pointe d'une gerbe de blé du même liée de gueules. |
| Blason de Imécourt | Détails | Blason sur l'application PanneauPocket, 2025. Auteur(s)J_F Binon |

### Sources
Alcide Leriche : Chevauchées en Pays d'Argonne (pages 115-121 : Château d'Imécourt) Imprimerie Huguet, 1975